# Frank Sauer (Kabarettist)

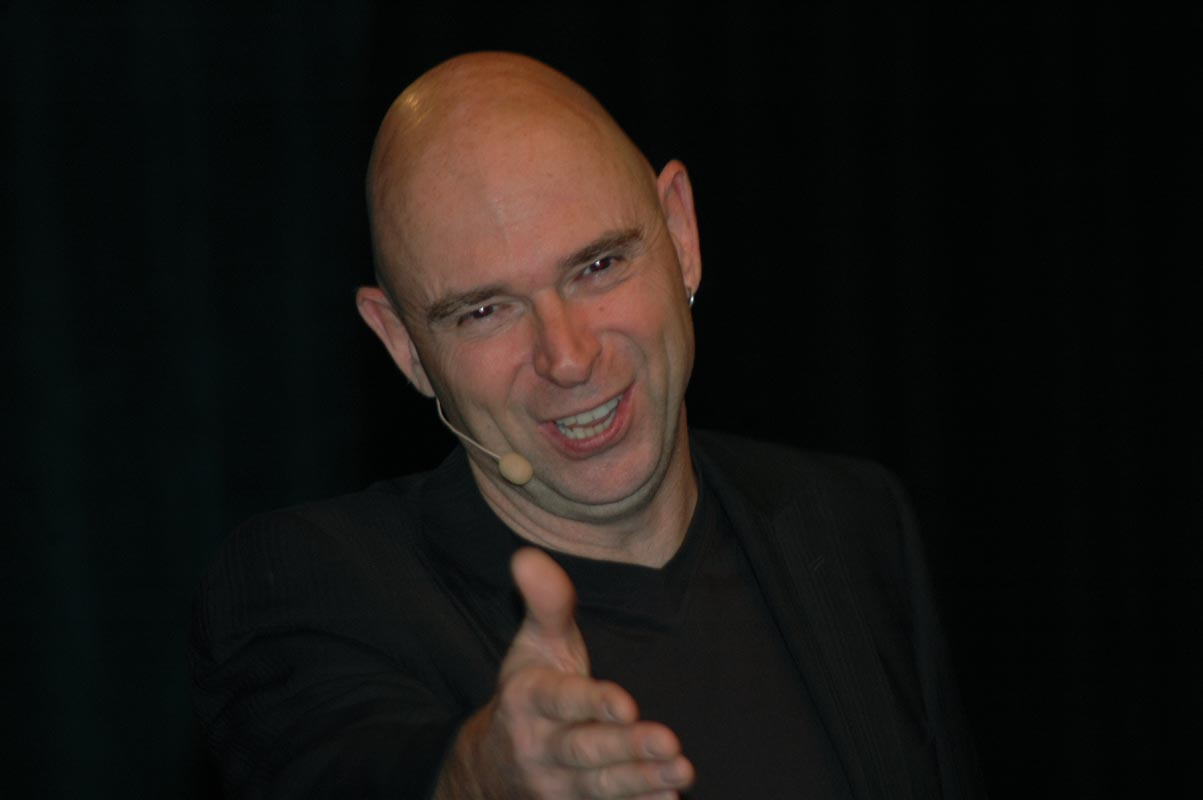
Frank Sauer, 2009

Frank Sauer (* 27. August 1959 in Berlin) ist ein deutscher Kabarett, Komiker und Schauspieler.

## Leben
Sauer studierte Literaturwissenschaft an der Universität Siegen, war dort im Jahr 1982 Mitbegründer des Studentenkabaretts „Die Widerha(r)ken“, gründete im Jahr 1990 gemeinsam mit Gerd Weismann in Freiburg das „Kabarett Nestbeschmutzer“, das bis 2004 existierte. Seit 2001 ist er sporadisch mit dem „HEINZ!“-Ensemble auf Tournee, das sich dem Humor-Altmeister Heinz Erhardt verschrieben hat. In erster Linie aber spielt er seit 2000 Soloprogramme.

## Programme
Die Widerha(r)ken
- 1983: Im Land des Röchelns
- 1986: Hei nun
- 1988: Hurra – wir beben

Kabarett Nestbeschmutzer
- 1991: ... aus Liebe zur Heimat
- 1993: Ende der Schonzeit
- 1995: Alles dicht?
- 1997: Ware Lüge
- 1998: Volltreffer
- 2002: Hollalullja (Weihnachtsprogramm)

HEINZ!
- 2001: HEINZ!
- 2005: Vier können auch anders
- 2009: HEINZ LEBT! Revue zum 100. Geburtstag von Heinz Erhardt

Soloprogramme
- 2000: Stocksauer
- 2003: Sauerei
- 2005: Wie die Tiere – eine KrimiComedyVorlesePerformance
- 2007: Lieber lügen als kurze Beine
- 2009: Vom Tellerwäscher zum Geschirrspüler – Ein Erfolgsprogramm
- 2012: Der Weg ist das Holz
- 2015: Mit Vollgas in die Sackgasse
- 2017: Ein Mensch ...... – eine Eugen-Roth-Lese und Erzählrevue
- 2018: Scharf angemacht – Die besten Rezepte für Beziehungssalat
- 2021: Adam und Eva hätten die Schlange besser mal gegrillt
- 2024: Süßer der Sauer nie klingelt (Weihnachtsprogramm, in Planung)

## Auszeichnungen
- 1993: Obernburger Mühlstein
- 1994: Kleinkunstpreis Baden-Württemberg (Förderpreis)
- 1998: Wiedertäuferpreis Münster
- 1999: St. Ingberter Pfanne
- 2000: Lüdenscheider Kleinkunstpreis
- 2001: Tuttlinger Krähe
- 2001: Reinheimer Satirelöwe
- 2001: Paulaner Solo+ (3. Platz)
- 2012: Kleinkunstpreis Baden-Württemberg
- 2013: Paderborner Einohr (3. Platz)
- 2014: Stockstädter Römerhelm
- 2015: Oberpfälzer Kabarettpreis "Die Läuferin"
- 2016: Herborner Schlumpeweck

## Nominierungen
- 1992: Landauer Kleinkunstpreis
- 1992: St. Ingberter Pfanne
- 1997: Reinheimer Satirelöwe
- 1999: Prix Pantheon, Bonn
- 2001: St. Ingberter Pfanne
- 2002: Halterner Kiep
- 2005: Melsunger Kabarettpreis
- 2005: St. Ingberter Pfanne
- 2007: Max-Preis Recklinghausen
- 2007: St. Ingberter Pfanne
- 2008: Mad Nauheim, Bad Nauheim
- 2010: St. Ingberter Pfanne
- 2011: Hofer Theresienstein
- 2011: Böblinger Mechthild
- 2012: Reinheimer Satirelöwe
- 2014: Paulaner Solo+
- 2015: Fränkischer Kabarettpreis
- 2018: Niederkasseler Kabarettpreis